# Ochi Etsujin
Ochi Etsujin (japanisch 越智 越人; geboren 1656 in Hokuetsu; gestorben um 1736) war ein japanischer Haiku-Dichter der mittleren Edo-Zeit. 

## Leben und Wirken
Ochi Etsujin, von dem man annimmt, dass er aus der Provinz Echigo stammt, wurde üblicherweise „Jūzō“ gerufen, geschrieben „十蔵“ oder „重蔵“. Er ging um 1675 nach Nagoya und betrieb, unterstützt vom Haiku-Dichter Okada Yasui (岡田 野水; 1658–1743) eine Färberei. Später, etwa zwischen 1684 und 1688, wurde er in Nagoya als Schüler von Matsuo Bashō aktiv. Er kam Bashō nahe, während er ihn auf Reisen nach Irako (伊良古) und Sarashina (更科) begleitete und dann zwei Jahre in dessen Einsiedelei blieb. In seinen späteren Jahren war er jedoch nicht in der Lage, Bashōs neuen Entwicklungen zu folgen. 
In der Mitte der Genroku-Ära (16881704) verließ Ochi die Haiku-Welt und kehrte 1715 in seine Heimat zurück. 1717 veröffentlichte er „Shakubikan“ (鵲尾冠) und wurde als alter Schüler Bashōs anerkannt, zählte sogar zu den „Zehn Schülern Bashōs“. Aber seine Haiku-Aktivitäten waren nicht sehr erfolgreich.
1720 ärgerte Ochi sich, dass Kagami Shikō (1665–1731) Bashō als Mittel zur Erlangung von Ruhm und Profit nutzte. Er verfasste gegen ihn „Fumyōja“ (不猫蛇) – „Krait“, worauf Shikō 1628 mit „Kezurikake no henji“ (削りかけの返事) – „Antwort auf das Heruntermachen“ antwortete. Darauf verfasste Etsujin 1629 „Ino no Hayata“ (猪の早太) – „Schweinefüße“.
Ochi verfasste und gab heraus „Haikai Fuyu no Higane Kao no Sho“ (俳諧冬農日槿花翁之抄) und andere Werke. Er starb, weitgehend vergessen, in Armut.